# 빈첸초 몬티

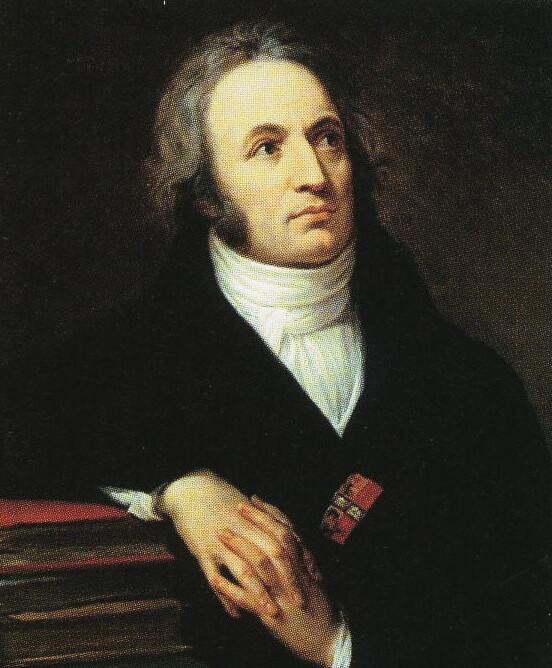
빈첸초 몬티

빈첸초 몬티(Vincenzo Monti, v. monti, 1754-1828)는 이탈리아의 시인·극작가이다. 신고전주의 문학의 대표적 인물이다.

## 생애
페라라 대학 법학부에 입학하였으나 문학에 전념하여 시재(詩才)를 드러내기 시작하였다. 시 <에제키엘로의 환상>(1776)으로 보르게제 추기경에게 인정받아 교황청에 들어갔다. 로마에서는 교황 피오 6세의 비호 아래 고전주의 색채가 강한 <우주의 미>(1781), 기구(氣球) 발명가를 찬양하는 <몬테고르피에리 형제 찬가>(1784), 비극 <아리스토 데모>(1786), <가레오토 만프레디>(1788) 등을 저작하였다.
그러나 그는 정치적 지조가 없어 프랑스 혁명을 비난하고 교황청에 아첨하는 시 <바스빌리아나>(1793)를 썼지만, 얼마 안 가서 혁명파에 투신하여 그 후도 나폴레옹이 황제에 오르자 곧 그를 찬양하는 시 <검은 숲의 시인>(1806)을 헌시하는 등 변절이 무쌍하였다. 그러나 자기의 육체와 정신으로 감득할 수 있는 것을 완전한 예술적 형식으로 표현할 수가 있었던 천재적 기교파 시인임에는 변함이 없다.
대표작은 호메로스의 <일리아스>의 번역(1810)으로, 비록 그것이 그리스어를 직접 번역한 것이 아니고 라틴어를 통한 중역이라는 비난을 받는 것이기는 하나 미려(美麗)한 문체로 해서 오늘날에도 애독되고 있다.